# Philippe Lécrivain
Pour les articles homonymes, voir Lécrivain.
Philippe Lécrivain, né le 1er août 1941 au Blanc dans l'Indre et mort le 13 avril 2020 à Paris, est un prêtre jésuite et historien de l'Église français, enseignant au centre Sèvres, à Paris. 
Spécialiste de l'histoire de la Compagnie de Jésus et de son activité missionnaire, auxquelles il a consacré plusieurs ouvrages, il est également l’auteur de plusieurs essais sur le christianisme social. 

## Biographie
Philippe Lécrivain naît le 1er août 1941 au Blanc dans l'Indre. Il est ordonné prêtre pour le diocèse de Rennes en 1968. Il entre au noviciat de la Compagnie de Jésus en 1978 à Lyon.
Titulaire d'une licence en sociologie, d'un master en histoire médiévale et moderne et d'un doctorat en théologie, Philippe Lécrivain enseigne l'histoire du christianisme et de la spiritualité, ainsi que l'histoire et la théologie de la vie religieuse, il a dirigé le premier cycle du centre jésuite de la rue Blomet à Paris de 1985 à 1987. Il était professeur d'histoire de l'Église au Centre Sèvres et maître de conférence à Sciences-Po Paris (1991-1996).
Philippe Lécrivain meurt le 13 avril 2020 à l'hôpital Saint-Joseph à Paris, à l'âge de 78 ans, des suites du Covid-19.

## Publications

### Ouvrages
- Les millénarismes du christianisme antique et médiéval, Dans Histoire raisonnée de la philosophie morale et politique, La Découverte, 2001
- Pour une plus grande gloire de Dieu : Les missions jésuites, coll. « Découvertes Gallimard / Religions » (no 110), 1re éd. 1991, 2e éd. 2005
- Paris au temps d'Ignace de Loyola (1528-1535), éd. Facultés jésuites de Paris, 2006
- Comprendre le catholicisme (avec Jean-Yves Calvez), Eyrolles, 2008
- Une manière de vivre : les religieux aujourd'hui, Lessius, 2009
- Histoire des dogmes tome.2 ; l’homme et son salut, sous la direction de Bernard Sesboüé, Mame-Desclée, 2012,
- Les Jésuites, Eyrolles, 2013
- Les premiers siècles jésuites, Jalons pour une histoire (1540-1814), Lessius, 2016

### Divers
- « Des autorités au Magistère, la voie de l’éthique », Histoire des dogmes, sous la direction de Bernard Sesboüé, t. 2, « L’homme et son salut », Desclée, 1995, p. 483-589
- « La fascination de l’Extrême-Orient, ou le rêve interrompu », Histoire du christianisme, t. 9, Desclée, 1997, p. 755-834